# Dj Konstantin Ozeroff
Dj Konstantin Ozeroff (Костянтин Озеров) — український діджей, радіоведучий та саунд-продюсер. Резидент та співзасновник музичного лейблу UA House Records. Учасник проекту «The Faino». 

## Життєпис
Роботу ді-джея розпочав під час навчання в університеті, спочатку як організатор студентських дискотек.  З 2009 року починає починає написання клубних авторських реміксів і треків. 
У 2012 разом із DJ Sky засновує лейбл “UA HOUSE RECORDS”, на якому музиканти співпрацюють над записами спільних реміксів на пісні українських виконавців. 
- 2014 — DZIDZIO випустив CD диск «Хіти», в який увійшли 3 ремікси Dj Konstantin Ozeroff та Dj Sky [5]
- 2015 — DZIDZIO випустив цифрову підбірку з 5 реміксів від Dj Konstantin Ozeroff та Dj Sky на свої популярні хіти  [Архівовано 24 вересня 2019 у Wayback Machine.]
- 2016 — спільно з Dj Sky створюють клубний проект «The Faino». Паралельно створюючи клубний проект для спільних виступів у клубах, граючи разом
- 2016 —  виходить перший сингл проекту «Fly Like An Angel» з вокалом та словами Діани Королюк [6]
- 2017— вийшла кавер-версія на пісню групи Фантом 2 — Двоє від Dj Konstantin Ozeroff & Dj Sky з вокалом Тараса Тополі
- 2018— виходить офіційний ремікс на пісню Антитіла — TDME (The Faino Remix) [7]
- 2018— виходить офіційний ремікс на трек Dilemma — Тілом Тряси (The Faino) бере участь у конкурсі реміксів на радіостанції Kiss Fm, де в підсумку отримує титул найкращого [8]
- 2018 — гурт Нумер 482 випускає альбом ДРУ в якому присутній трек Добрий Ранок Україно (The Faino Remix) [9]
- 2018 — виходить оновлений трек гурту Аква Віта — «А тепер усе інакше» [10]
- 2018 — виходить україномовний годинний мікс до Дня Незалежності України виключно з авторських робіт[4]
- 2019 — ремікс від проекту The Faino перемагає у конкурсі реміксів на пісню Сергій Бабкін — Моє кохання [11]
- 2019 — новий україномовний годинний мікс до Дня Незалежності України [12]

У квітні 2020 спільно з DJ Sky випустили трек із записом гуцульської мелодії "Аркан", в якому народна мелодія була поєднана із клубною музикою в стилі “house”.  У травні 2020 в рамках проекту The Faino випустив ремікс на пісню Поліни Крупчак «Для тебе» Також у травні 2020 The Faino спільно з  Mordax Bastards і співачкою Iholmy презентували нову пісню «Я тебе кохаю».
Починаючи з 2012 року веде активне гастрольне концертне життя. 
Автор радіо-шоу Pozitive Dance Show, яке виходить на радіостанціях DJFM, MFM, Західний полюс, MixFm, а також з 2019 року The FAINO Show на KissFm. 
Резидент радіо KissFm  За підсумками глядацького голосування 2019 року два ремікса Dj Konstantin Ozeroff та DJ Sky увійшли до хіт-параду топ-100 радіо KissFm.

## Співпраця з артистами
- Dzidzio
- Loboda
- Alyosha
- Monatik
- NK (Настя Каменских)
- Время и Стекло
- Mozgi
- Макс Барских
- Alekseev
- Тарас Тополя (Антитіла)
- Tayana
- Олег Скрипка
- Марія Яремчук
- Сергій Бабкін
- Один в каное
- On i Ona
- Бамбинтон
- Kazka
- Нумер 482
- Злата Огнєвіч
- Marietta Ways
- Поліна Крупчак[14]

## Преса
Інтерв'ю для Радіо Свобода 
Інтерв'ю для Радіо Трек 
Інтерв'ю в блозі діджея 
Інтерв'ю для сайта Geometria 